# قرار مجلس الأمن التابع للأمم المتحدة رقم 373
قرار مجلس الأمن التابع للأمم المتحدة رقم 373، الصادر بالإجماع في 18 أغسطس 1975، بعد دراسة طلب جمهورية ساو تومي وبرينسيبي الديمقراطية الحصول على عضوية الأمم المتحدة، وأوصى المجلس الجمعية العامة بقبول جمهورية ساو تومي وبرينسيبي الديمقراطية.